# Kirton in Lindsey
Pour les articles homonymes, voir Kirton.
Kirton in Lindsey est une ville et une paroisse civile du Lincolnshire, en Angleterre.